# Portrait de Fernande Olivier (Picasso)
Pour les articles homonymes, voir Portrait de Fernande Olivier.
Portrait de Fernande Olivier est un tableau réalisé par Pablo Picasso en 1909. Cette huile sur toile est un portrait cubiste de Fernande Olivier. Elle est conservée au musée Städel, à Francfort-sur-le-Main.

## Expositions
- Le Cubisme, Centre national d'art et de culture Georges-Pompidou, Paris, 2018-2019.